# Helophilus villeneuvi
Espèce
Helophilus villeneuvi est une espèce fossile d'insectes de l'ordre des diptères, du sous-ordre des Brachycera (les Brachycera sont des mouches muscoïdes aux antennes courtes), de la famille des syrphes, dans la sous-famille des Eristalinae et le genre Helophilus.

## Classification
L'espèce Helophilus villeneuvi est publiée en 1937 par le paléontologue français Nicolas Théobald (1903-1981) dans sa thèse. 

### Fossiles
L'holotype 19, de l'ère Cénozoïque, et de l'époque Oligocène (33,9 à 23,03 Ma) faisait partie de la collection Coquand de l'École des Mines de Paris et vient du gypse d'Aix-en-Provence. Cette espèce avait été classée dans les Diptera Cyclorrhapha, synonyme de l'infra-ordre actuel des muscomorphes.

### Confirmation du genre
En 1945 le naturaliste américain Frank Montgomery Hull (1901-1982) confirme l'espèce Helophilus villeneuvi dans le genre Helophilus,.

### Étymologie
« Nous dédions cette espèce en témoignage de respectueuse admiration au savant diptérologue, le Dr Villeneuve de Janti, qui nous a aidé de ses précieux conseils. »

## Description

### Caractères
La diagnose de Nicolas Théobald en 1937, : 

« Insecte de taille moyenne, teinte générale foncée, ailes claires. Tête grosse, aussi large que le thorax ; forme semi-circulaire ; deux gros yeux non contigus, mais se touchant presque par leur bord interne qui dessine un angle net ; vertex large de forme triangulaire ; ocelles et antennes non visibles ; front court ; bord postérieur de la tête presque droit, à peine convexe. Thorax de forme ovale, noir, fortement pubescent. Abdomen plus large que le thorax, comprimé, de forme ovoïde, contracté en pointe mousse et courte à l'extrémité ; teinte générale noire avec taches claires sur les bords et bandes transversales claires. Pattes manquent. Ailes longues et larges dépassant l'extrémité de l'abdomen ; nervation difficile à déchiffrer, car on ne dispose plus que de l'empreinte des ailes. On voit pourtant nettement C, Sc et Rs. Rs bifurqué, relié à M par une nervure transversale ; M simple, reliée à Cu1 par une nervure transversale ; l'extrémité de l'aile manque. »

### Dimensions
La longueur totale du corps est de 12 mm ; tête 2 mm ; thorax 4 mm ; abdomen 6 mm ; aile 10 mm.

### Affinités
La disposition des nervures est tout à fait identique à celle des Syrphidae. La coloration de l'abdomen et sa forme rapprochent l'insecte du genre Helophilus.
« L'espèce actuelle la plus voisine est Helophilus quadravittatus Wied. qui est largement représentée dans les plaines des Indes. Les dessins de l'abdomen ne sont pourtant pas identiques. Les premier, deuxième, troisième et quatrième segments portent des plages latérales claires, le cinquième porte en outre une bande transversale claire (v. photo). ».

## Biologie
« Les larves du g. Helophilus vivent dans les eaux stagnantes. »

## Galerie

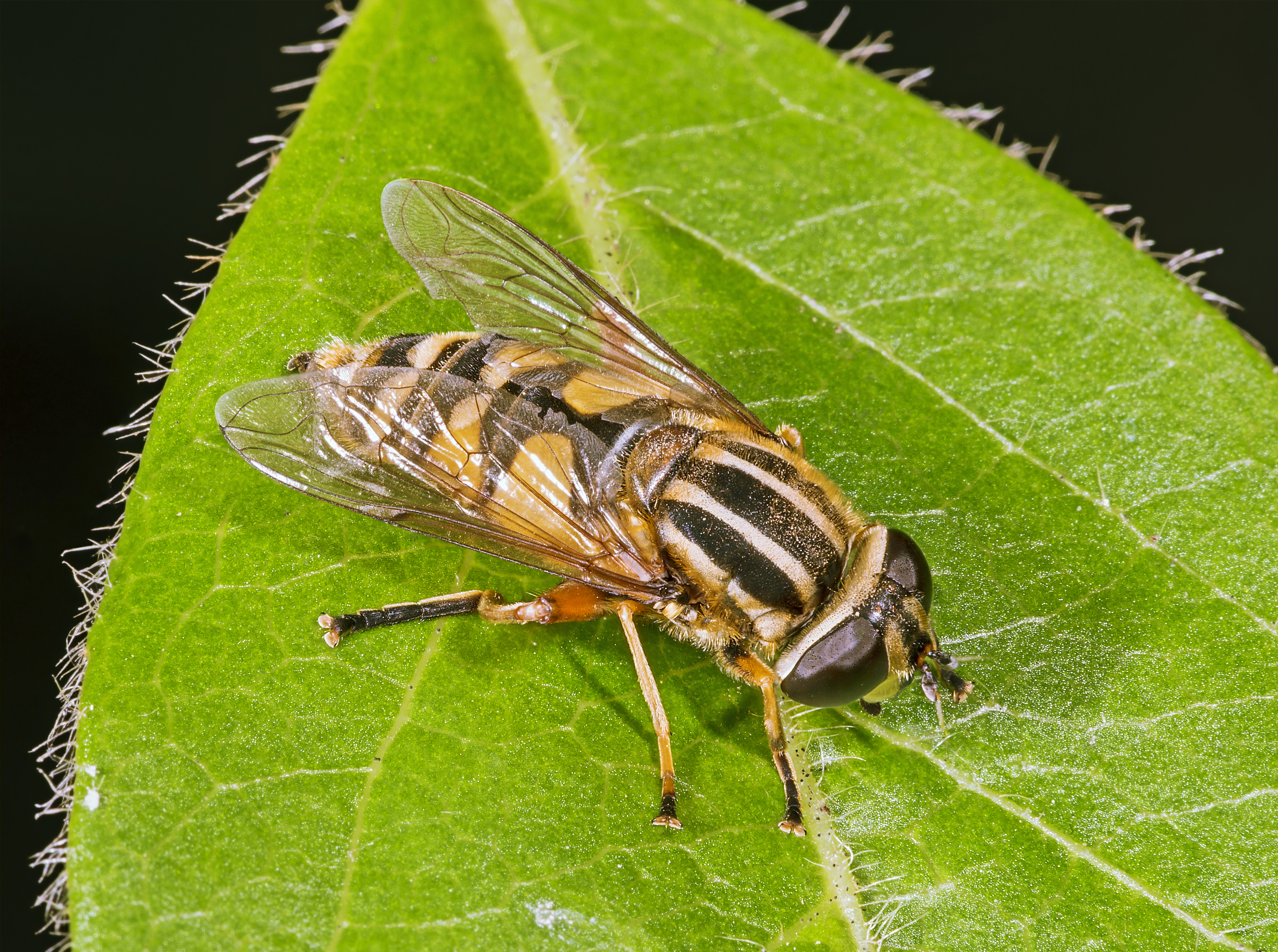
Helophilus pendulus espèce sœur vivante.

### Publication originale
- [1937] Nicolas Théobald, « Les insectes fossiles des terrains oligocènes de France 473 p., 17 fig., 7 cartes,13 tables, 29 planches hors texte », Bulletin Mensuel de la Société des Sciences de Nancy et Mémoires de la Société des sciences de Nancy, Imprimerie G. Thomas,‎ 1937, p. 1-473 (ISSN 1155-1119 et 2263-6439, OCLC 786027547). .